# Australoleiopus marmoratus
Australoleiopus marmoratus là một loài bọ cánh cứng trong họ Cerambycidae.